# 布科
布科（德語：Buckow，發音：[ˈbʊkoː]、[ˈbuːkoː] ⓘ）是德国勃兰登堡州梅尔基施-奥得兰县的城市，面积为14.42平方千米，2023年12月31日人口为1,493人。